# Critiques de l'économie
Les critiques de l'économie sont l'ensemble des reproches et mises en cause adressées à l'économie en tant que discipline académique ou l'économie politique.

## Histoire
Les premières grandes critiques de l'économie ont lieu au XIXe siècle, au moment où les théories économiques se développent. Thomas Carlyle qualifie l'économie de « science lugubre » dans un essai publié en 1849, Discours de circonstance sur la condition noire. Le premier grand critique de l'économie en tant que discipline est toutefois Karl Marx, notamment dans sa Critique de l'économie politique (1859).

## Critiques

### Statut de science
Le statut de l'économie en tant que science a fait l'objet de débats et de controverses épistémologiques. Si la plupart des économistes reconnaissent la théorie des sciences de Karl Popper, selon laquelle une science doit se soumettre au critère de falsifiabilité, la plupart reconnaissent aussi que l'économie ne répond pas à ce critère. Thomas Kuhn soutient que les sciences se caractérisent par un remplacement du paradigme explicatif dominant par un nouveau lors des crises paradigmatiques ; or, en économie, les paradigmes coexistent.
La question du statut de l'économie est connexe à celle de la possibilité pour l'économie d'ériger des lois économiques, à savoir des relations absolument et universellement nécessaires. Si l'économie est une science, alors elle peut trouver des lois d'une aussi puissante force explicative que celles de la physique ; sinon, il n'y a pas de lois en économie, et seulement des mécanismes, historiquement déterminés. Dans son livre Causality in Economics (1979), John Hicks soutient que l'appellation de « loi » est, en économie, inadéquate.

### Capacité prédictive
La capacité de l'économie à fournir des prédictions valables est remise en question par divers auteurs. Dans L'Empire de la valeur : refonder l'économie, André Orléan remarque que l'incapacité des économistes à prévoir la crise de 2007-2008 a jeté le discrédit sur la discipline. Ainsi de la reine du Royaume-Uni Élisabeth II qui, après la crise, se rendant à la London School of Economics, demande aux chercheurs présents : « Comment se fait-il que personne n'ait rien vu ? ».

### Excès de formalisation mathématique
L'économie s'est mathématisée à partir de la deuxième moitié du XIXe siècle, avec une accélération notable sous l'égide de l'école néoclassique. Cette dernière, qui aboutit à des notions comme l'équilibre général, était composée d'économistes de formation mathématique, tels Léon Walras. Le recours à des démonstrations formelles était considéré comme un garant de véracité.
Or, la mathématisation croissante de l'économie a fait l'objet de critiques. Face à une question de la reine du Royaume-Uni, des économistes de la London School of Economics ont répondu que l'économie était devenue « une branche étroite des mathématiques appliquées, pratiquement sans relation avec le monde réel ».
Paul Samuelson, dans son manuel L’Économique, justifie le caractère abstrait des modèles économiques en écrivant : « Aucun esprit ne peut embrasser une multiplicité de faits décousus. Toute analyse implique un effort d'abstraction. Il est toujours indispensable d'idéaliser, d'élaguer les détails, de construire des hypothèses et des modèles simplifiés visant à établir des liaisons au sein du monceau informe des faits, de poser des questions adéquates, avant d'arriver à voir le monde tel qu'il est. Toute théorie, qu'il s'agisse de sciences physiques, ou biologiques, ou sociales, déforme la réalité, en ce sens qu'elle la simplifie exagérément. Mais si une théorie est correcte, ses omissions sont plus que largement compensées par le faisceau de lumière pénétrant qu'elle projette sur les données empiriques ».

### Dialogue interdisciplinaire
L'économie est parfois critiquée pour son manque de dialogues avec les autres disciplines des sciences sociales. Edgar Morin, dans Sept savoirs nécessaires à l'éducation du futur (2010), écrit que « L'économie, qui est la science sociale mathématiquement la plus avancée, est la science sociale la plus arriérée, car elle s'est abstraite des conditions sociales, historiques, politiques, psychologiques, écologiques, inséparables des activités économiques ».
Ronald Coase écrit, en 1991 : « au moment où l’économie moderne fonctionne de plus en plus avec des institutions [...], la réduction de la science économique à une théorie des prix est assez troublante. Il est suicidaire pour la discipline de glisser vers une science dure du choix, ignorant les influences de la société, de l’histoire, de la culture et de la politique sur l’économie ». André Orléan appelle ainsi à traiter l'économie en dialogue avec la sociologie.
Plusieurs économistes ont appelé à un plus grand dialogue interdisciplinaire. Vilfredo Pareto écrit en 1916 qu'« il faut recourir à d'autres sciences », car « il importe moins de s'occuper des principes économiques que de l'enchevêtrement des résultats de l'économie avec ceux des autres sciences sociales ». En 2001, le Conseil d'analyse économique soutient que si, « parmi les sciences sociales, l'économie est facilement soupçonnée d'avoir des tentations impérialistes », elle doit aborder avec une précaution toute particulière un certain nombre de thèmes où les autres sciences sociales ont apporté une connaissance solide, comme celui des inégalités, au risque de tomber dans l'économisme.

### Prestige et influence
En tant qu'elle est une recherche sur les modes d'allocation des ressources, l'économie dispose d'une influence importante dans la société, et des économistes ont pu avoir l'oreille des décideurs publics. L'économie a parfois été critiquée pour l'engagement de certains de ses chercheurs dans l'arène politique.
La force explicative de certaines théories économiques a permis à l'économie de devenir une boîte à outils pour les décideurs publics. Ainsi de la synthèse néoclassique, dont les recommandations ont été particulièrement écoutées par les présidents américains pendant les années 1960, et qui étaient par ailleurs entourés de grands économistes. Wassily Leontief peut ainsi écrire, en 1970 : « La science économique est actuellement au faîte de son prestige intellectuel et de sa popularité » (Essais économiques).

### Pensée unique
L'économie est parfois critiquée comme transportant une forme de pensée unique. Cela est discuté par Alain Beitone, qui considère que cette vision de l'économie comme ne récitant qu'un seul discours gomme l'hétérogénéité des positions des économistes et témoigne plutôt d'une méconnaissance, par les critiques, de la diversité du champ de la recherche économique.
Certains observateurs remarquent que ce n'est pas tant l'économie elle-même qui charrierait une pensée unique, mais que le problème résiderait dans la domination des idées de la nouvelle économie classique. Dans A quoi servent les économistes s'ils disent tous la même chose, les auteurs écrivent : « la communauté des économistes a cruellement manqué de controverses. Son quasi-unanimisme a grandement favorisé son aveuglement, et ce sont aujourd'hui les citoyens qui en paient le prix ».

### Soutien au système économique
L'économie a pu être critiquée en tant qu'elle serait développée en soutien au système économique libéral et capitaliste. Michel Foucault remarque ainsi que la théorie économique libérale classique, qui postule l'homo oeconomicus, s'est développée au même moment où le système libéral capitaliste émergeait et nécessitait une théorisation de son fonctionnement. L'homo oeconomicus serait ainsi une figure d'« homme discipliné », dressé aux normes d'un tel système économique.

### Incohérence générale
En même temps qu'elle est critiquée en tant que pensée unique, l'économie fait aussi l'objet de critiques en ce qu'elle ne réussirait pas à produire une réponse à un problème relevant de son champ d'étude. Le président Harry Truman, excédé par ses conseillers économiques qui rechignaient à donner une seule réponse en appuyant le pour et le contre de chaque option (« on the one hand... on the other hand... »), a ainsi dit : « Give me a one-handed economist ».

### Enseignement
L'enseignement de l'économie a fait l'objet de critiques. Le mouvement des étudiants pour la réforme de l'enseignement de l'économie (« autisme économie ») s'est notamment levé contre l'enseignement de l'économie, en France principalement. Des controverses sur l'enseignement de l'économie au lycée, dans le cadre des sciences économiques et sociales (SES), émergent aussi de manière épisodique.